# Ana Rucner
Ana Rucner (Zagreb, Croàcia, 12 de febrer de 1983) és una violoncel·lista croata. És coneguda per ser nomenada representant de Bòsnia i Hercegovina a l'Eurovisió 2016.

## Biografia
Els primers anys va rebre educació musical a l'Escola de música Bašić Elly, amb el professor Dobrila Berkovic. Deu anys després la van acceptar a l'Acadèmia de música de la Universitat de Zagreb, on va estudiar amb Zeljko Svaglic i es va graduar com a violoncel·lista professional el 2005.
És una artista clàssica innovadora amb nombrosos reconeixements. És una de les artistes més reeixides del seu país, gràcies a uns espectacles molt ben rebuts a molts indrets del món. El seu estil és únic, cosa que li ha donat molt d'èxit. Barreja elements de la música clàssica i la moderna i toca el violoncel electrònic.
Ha treballat amb grans artistes i amb formacions com la Filharmònica de Maribor, Peter Soave i David Muller de Il Divo.

## Premis i reconeixements
- Premi Baldo Cupic, millor pel·lícula de turisme, Zagreb 2010
- Best Music Award en el Golden Interstas, Croàcia 2011
- Gala Global festival declarada ambaixadora del turisme en Beijing 2011
- Premi Prestigious de Das GoldeneStadttor, Berlín 2012
- Oscar regional de la popularitat, Bòsnia i Herzagovina 2015